# 세종특별자치시의회의원 목록
다음은 세종특별자치시의회의원 20명 명단이다.

## 의원 목록
| 선거구                    | 이름   | 소속정당     | 관할구역                                                                   | 비고 |
| ------------------------- | ------ | ------------ | -------------------------------------------------------------------------- | ---- |
| 세종특별자치시 제1선거구  | 김충식 | 국민의힘     | 조치원읍(원리, 상리, 평리, 교리, 정리, 명리, 남리, 침산리, 신안리, 서창리) |      |
| 세종특별자치시 제2선거구  | 김광운 | 국민의힘     | 조치원읍(신흥리, 죽림리, 번암리, 봉산리)                                   |      |
| 세종특별자치시 제3선거구  | 김동빈 | 국민의힘     | 부강면, 금남면, 대평동                                                     |      |
| 세종특별자치시 제4선거구  | 윤지성 | 국민의힘     | 연기면, 연동면, 연서면, 해밀동 (산울동 포함)                               |      |
| 세종특별자치시 제5선거구  | 김학서 | 국민의힘     | 전의면, 전동면, 소정면                                                     |      |
| 세종특별자치시 제6선거구  | 안신일 | 더불어민주당 | 장군면, 한솔동 (가람동 포함)                                               |      |
| 세종특별자치시 제7선거구  | 최원석 | 국민의힘     | 도담동 (1~9, 13~19, 22, 25통)                                              |      |
| 세종특별자치시 제8선거구  | 이순열 | 더불어민주당 | 도담동 (10~12, 20, 21, 23, 24통, 어진동)                                   |      |
| 세종특별자치시 제9선거구  | 상병헌 | 더불어민주당 | 아름동                                                                     |      |
| 세종특별자치시 제10선거구 | 임채성 | 더불어민주당 | 종촌동                                                                     |      |
| 세종특별자치시 제11선거구 | 이현정 | 더불어민주당 | 고운동 (1~4, 6, 13, 15~18, 21, 23~25, 28~30, 34통)                         |      |
| 세종특별자치시 제12선거구 | 김재형 | 더불어민주당 | 고운동 (5, 7~12, 14, 19, 20, 22, 26, 27, 31~33, 35통)                      |      |
| 세종특별자치시 제13선거구 | 유인호 | 더불어민주당 | 보람동                                                                     |      |
| 세종특별자치시 제14선거구 | 김현미 | 더불어민주당 | 소담동                                                                     |      |
| 세종특별자치시 제15선거구 | 김영현 | 더불어민주당 | 반곡동 (집현동, 합강동 포함)                                               |      |
| 세종특별자치시 제16선거구 | 김현옥 | 더불어민주당 | 새롬동 (새롬동)                                                            |      |
| 세종특별자치시 제17선거구 | 김효숙 | 더불어민주당 | 새롬동 (나성동)                                                            |      |
| 세종특별자치시 제18선거구 | 박란희 | 더불어민주당 | 다정동                                                                     |      |
| 비레대표                  | 여미전 | 더불어민주당 | 세종특별자치시 일원                                                        |      |
| 비레대표                  | 이소희 | 국민의힘     | 세종특별자치시 일원                                                        |      |

## 같이 보기
- 세종특별자치시의회